# Ars Populi
Gli Ars Populi sono un gruppo musicale di folk, con influenze jazz e rock progressivo formatosi nel 2010 a Genova, il cui nome vuol dire Arte dei Popoli. Oggi la loro musica si è arricchita di ritmi e colori della musica caraibico-latina.

## Storia del gruppo
Ars Populi nasce nel 2010 dall’incontro tra Giovanni La Grotteria, chitarrista, cantante e concertista classico laureato in filosofia della musica, e Guido Bottaro, pianista che collabora con Antonella Ruggiero e Hyperion, musicista virtuoso proveniente dalla classica e dal jazz con all’attivo centinaia di concerti in diverse città in Europa.
A loro si unisce Roberto Logli, pianista concertista con una straordinaria passione per la batteria, sostituito nel 2011 dal batterista genovese Pino Di Stadio, proveniente da esperienze jazz e bossa nova.
Inizialmente, le radici calabresi di Giovanni La Grotteria, leader del gruppo, fanno sì che Ars Populi sia un progetto di ricerca che unisca gli studi musicali classici accademici alla musica folk. Dopo un anno di lavoro, nel 2011 gli Ars Populi producono il loro primo album dal titolo “Guviernu puorcu latru camurrista (e l’amuri)”, inciso in presa diretta allo Studio Maia di Genova, al quale seguono concerti in tutta Italia, partecipazioni a festival come Festival Saint Vincent, Musicultura Recanati, Folk Festival Lucca, e ospitate a trasmissioni televisive e radiofoniche prima in piccole emittenti locali, poi anche alla Rai.
Nei primi anni di attività gli Ars Populi collaborano con Gabriele Mina, antropologo savonese con all’attivo numerose pubblicazioni. Mina cura i video che fanno da racconto per le prime immagini dei concerti degli Ars Populi.
Nel 2012 l’esperienza degli Ars Populi si concretizza in un secondo album dal titolo ”Prima che tutto crolli” nel quale i protagonisti delle canzoni sono personaggi realmente esistiti e alcuni anche incontrati, che hanno dedicato tutta la vita alla costruzione di un'opera straordinaria: una nave di trenta metri perfettamente funzionante in un giardino, un presepe gigantesco con materiale riciclato grande due colline, una casa che si alza e gira su se stessa per inseguire la luce del sole, ma considerati “matti” da parenti, vicini di casa e politici locali.
Nel 2013 alla band si unisce Stefano Bembi, fisarmonicista, pianista e organista. Con lui gli Ars Populi vengono invitati dalla fondazione Fabrizio De André a suonare al Festival De Andrè di Arenzano e alla Fortezza del Priamar di Savona in occasione della celebrazione del cantautore genovese scomparso. Per quell’occasione, la band arrangia i pezzi per orchestra di fiati diretti dal maestro Luigi Tedone, primo fagotto dell’orchestra del Teatro Carlo Felice di Genova, e si esibisce con una formazione di 32 elementi in due concerti davanti a migliaia di persone.
Nel 2014 producono il video documentario autobiografico dal titolo “A strata e casa”, un viaggio alla ricerca del dialetto calabrese perduto, tra migrazione, concerti e poesia calabrese.
Nel 2015, gli Ars Populi pubblicano l'album dal vivo “A strata e casa”, un viaggio documentario alla ricerca del dialetto calabrese perduto, al quale segue una tournée di trenta date nel sud Italia proseguita anche nel 2016.
A partire dal 2017 gli Ars populi vengono seguiti nella loro attività artistica dal produttore e discografico Verdiano Vera.
Nel settembre 2017 entra nella formazione il bassista Antonello Palmas Cotogno, che viene da una pluriennale esperienza jazz e blues in moltissime formazioni, e gli Ars Populi pubblicano il singolo “Cervelli in Fuga”.
Nel 2019 entra nel gruppo il pianista Marco Lace. 
Nel 2020 esce l'album "Canzoni per l'Italia che forse ce la fa".
Nel 2020, con una formazione composta da Giovanni La Grotteria (chitarra e voce, Pino Di Stadio alla batteria, Giovanni Sanguineti al basso e Fabio Frontero alla chitarra, inizia un nuovo impegno sia discografico sia sociale che culmina con l’uscita nel 2022 dell'album “L’arroganza del pisello" contro la violenza sulle donne e per la parità di genere. Le nuove canzoni vivono ritmi e atmosfere latino-americane con testi tutti dedicati al rapporto uomo-donna visto dall'angolatura dei conflitti che esplodono fatalmente nelle coppie. Comincia un tour per L'Italia dedicato al tema che coinvolge centri antiviolenza, scuole, associazioni femministe e di genere, seguito e curato da DOC servizi. 
2023 "L'arroganza del pisello tour" in corso con date in molte città italiane.

## Formazione
- Giovanni La Grotteria - voce, chitarra autore testi e musiche

Pino di Stadio - batteria
Giovanni Sanguineti - basso
Fabio Frontero chitarre elettriche

## Discografia

### Album in studio
- Guviernu puorcu latru camurrista (e l’amuri) (2011)
- Prima che tutto crolli (2012)
- Canzoni per l'Italia che forse ce la fa (2019)
- Cervelli in fuga (2021)
- L'arroganza del pisello (2023)

### Album dal vivo
- A strata e casa (2015)

### Singoli
- Cervelli in fuga (2017)

### Videografia
- A strata e casa - (2014)